# Gemüsesuppe

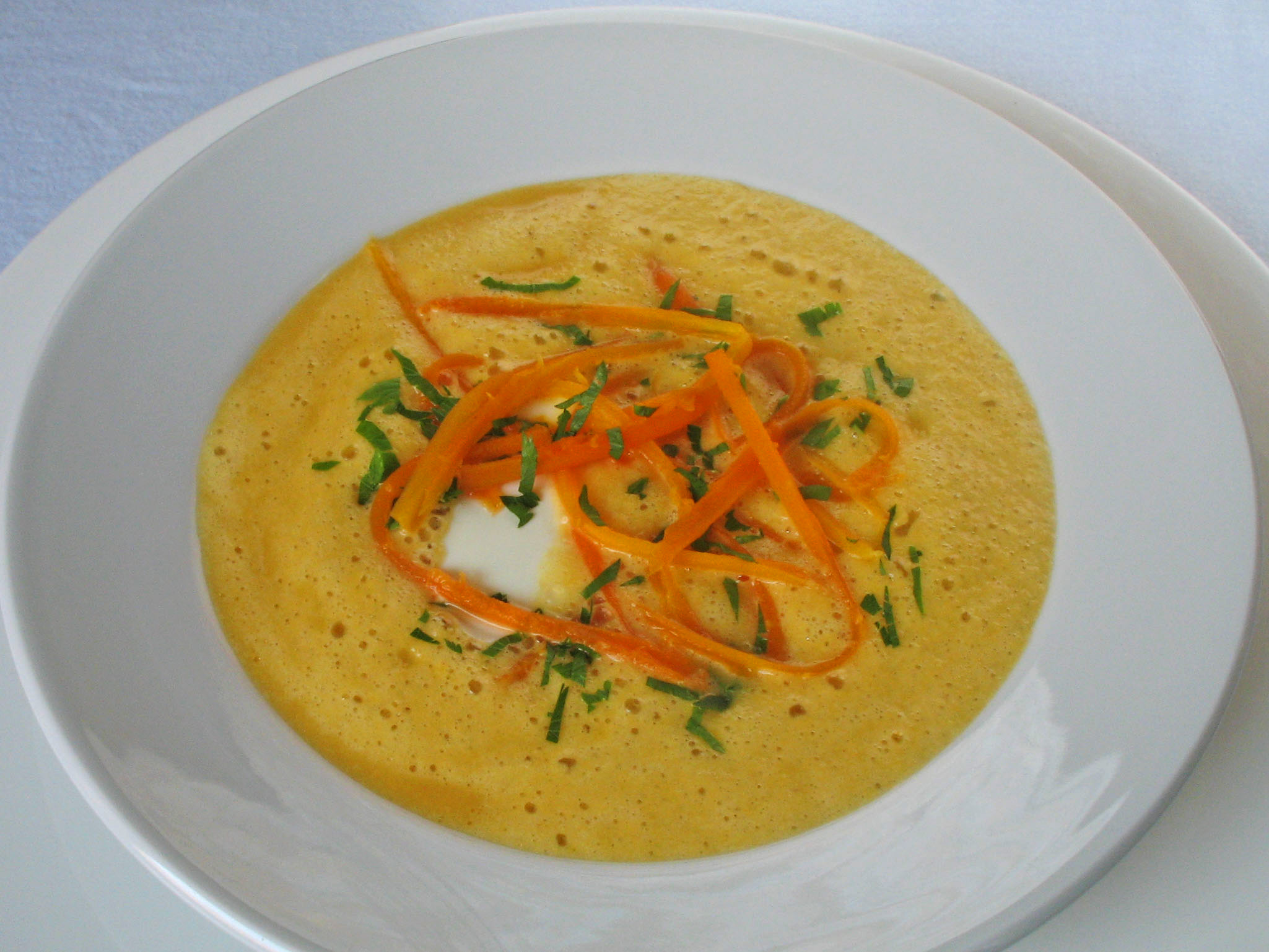
Gemüsecremesuppe

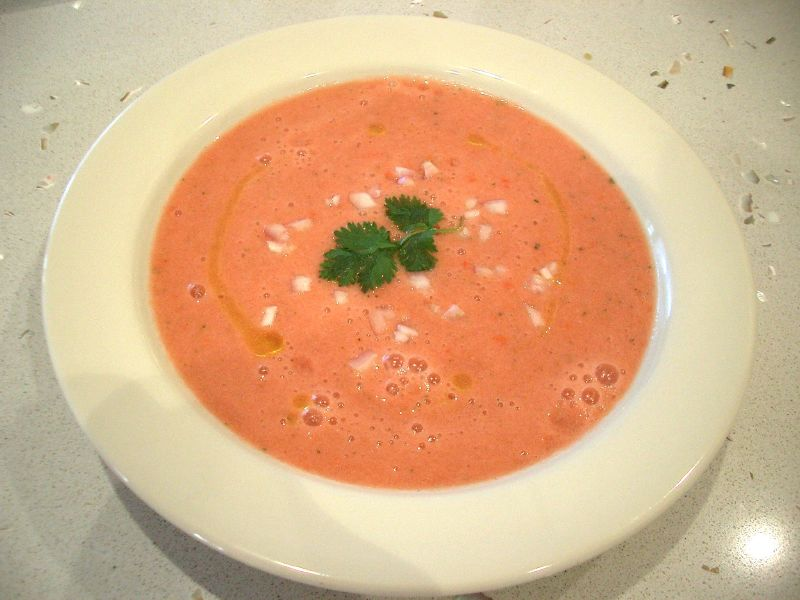
Ein Teller Gazpacho

Gemüsesuppe ist eine Suppe aus klein geschnittenem, bunt gemischtem Gemüse in einer meist klaren Brühe. Anders als ähnlich zusammengesetzte Eintöpfe ist sie von eher dünnflüssiger Konsistenz und die Gemüse bleiben bissfest. Fleisch enthält sie nicht oder nur in kleiner Menge. Serviert wird Gemüsesuppe häufig als Vorspeise.
Die Zutaten sind je nach Rezept unterschiedlich, typisch ist eine vielfältige Zusammenstellung von Wurzelgemüsen wie Möhren, Sellerie und Steckrüben, Kohlarten wie Weißkohl, Wirsing, Kohlrabi und Blumenkohl, Hülsenfrüchten wie Bohnen und Erbsen sowie Zwiebeln und Lauch, von denen keine Sorte geschmacklich dominieren sollte. Zur Sättigung können noch Kartoffeln, Reis oder Nudeln hinzukommen.
Zur Zubereitung werden üblicherweise die Gemüse klein gewürfelt oder blättrig geschnitten, die robusteren Sorten in Pflanzenöl oder mit Speckwürfeln angedünstet, mit Wasser, Gemüse- oder Fleischbrühe aufgefüllt und alle Zutaten sanft gar gekocht. Gewürzt wird mit Salz und Pfeffer, oft auch mit Knoblauch und frischen Kräutern.
Berühmte Gemüsesuppen sind die mit Parmesan servierte italienische Minestrone, die kalt und warm servierbare Vichyssoise und die ebenfalls kalte, ungekochte spanische Gazpacho. Eine deutsche regionale Form der Gemüsesuppe ist die Schnippelsuppe.
Gemüsecremesuppen (französisch: crèmes de légumes) enthalten blättrig geschnittenes Gemüse als Einlage. Die Zutaten werden weich gekocht, ein Teil des Gemüses passiert, mit z. B. Mehlschwitze oder Veloute leicht gebunden und ausschließlich mit Sahne vollendet (von französisch creme für Sahne; siehe Cremesuppe).
Gemüsepüreesuppen werden ähnlich hergestellt, sie werden hauptsächlich durch das Pürieren der wertbestimmenden Rohstoffen gebunden, werden mit Sahne oder Butterflöckchen vollendet.